# Schottish
Schottish er en pardans som kom frem i Danmark i slutningen af 1800-tallet.
Dansens fremkomst og popularitet kan bl.a. følges i værker af D.T.S. Bjerregaard, som hovedsagelig stammer fra perioden 1879-1916. De fleste af hans værker er polkaer, valse, galopper, hopsaer og mazurkaer. Og fra 1900 også en schottish, omtalt som en "Amerikansk dans". Igen i 1903 men nu som en slags polska og hvor stavemåden er "schottisch". Fra da af optræder schottish regelmæssigt i D.T.S. Bjerregaards værker. Fra 1907 endog ret ofte som første nummer i hans Baldanse hæfter, hvilket kan tolkes som et udtryk for popularitet.